# Wiel Coerver
Wiel Coerver (Kerkrade, 3 december 1924 – aldaar, 22 april 2011) was een Nederlandse voetballer en voetbaltrainer. Vanwege zijn geavanceerde trainingsmethoden werd hij omschreven als de 'Albert Einstein van het voetbal' en gold hij in zijn tijd als een van de baanbrekende voetbalcoaches.

## Loopbaan
Coerver was een meer dan verdienstelijk voetballer en werd met de mijnwerkersclub Rapid JC, voorloper van het huidige Roda JC, in 1956 kampioen van Nederland. Als coach won hij met Feyenoord in 1974 de UEFA Cup en de landstitel. Hij trainde eerder nog andere clubs als Sparta, N.E.C. en Go Ahead Eagles.
Zijn eerste baan waarin hij aan de slag ging als trainer werd de zondagamateurclub SVN, destijds "het Ajax van het zuiden", een vereniging die hij tussen 1959 en 1965 via diverse titels en kampioenschappen optrok tot de top van het amateurvoetbal: met ongewoon attractief, aanvallend en technisch verzorgd spel. Vrijwel de helft van de spelers van Coervers eerste succeselftal werd midden jaren zestig meteen weggekocht door betaald-voetbalclubs.
Coerver was ook een van de eerste voetbaltrainers die, met zijn interesse voor balfysica en hang naar perfectie, gebruik maakte van de kennis van bewegingswetenschappers, onder andere van onderzoekers van de universiteit in Nijmegen. Coerver zette o.a. 'kappen en draaien' als eerste op de trainingsagenda, naast onderdelen als traptechniek, balcontrole, lichaam-ertussen-zetten en wegdraaien-bij-de-tegenstander. Als er na regen een modderpoel op een trainingsveld ontstond, kregen spelers van Coerver opdracht een slidingbroek aan te trekken om eindeloos te oefenen op de bal bij een tegenstander weghalen via tackles in glijvlucht of met een correcte sliding. Wanneer hij twijfelde over inzet, motivatie of vechtlust van zijn elftal schuwde de ambitieuze Coerver soms ook minder conventionele pepmiddelen niet. Uit zijn jaren als amateurcoach dateert een verhaal dat Coerver om zijn spelers 'opgelaad' te krijgen vlak voor een belangrijke wedstrijd, in zwart-wit een Spaans stierenvechtersfilmpje liet afdraaien in de kleedkamer. Later, in de jaren zeventig, diende Coerver sterspeler Jan Peters van N.E.C. zelfs anabolen toe, om deze sterker te maken.
Wiel Coerver is vooral bekend geworden met de Coerver-methode, die gericht is op een zo volledig mogelijke balbeheersing, aangevuld met de nodige techniek en spelcreativiteit.
Coerver is in tal van landen actief geweest om zijn methode aan jeugdige voetballers te onderwijzen. Ook zijn er boeken en dvd's uitgebracht om de oefenstof duidelijk te maken. Wereldwijd bestaat ook al sinds 1984 de door oud tennisprof Alf Galustian en oud Chelsea FC speler Charlie Cooke ogerichte en  vanuit Amsterdam opererende Coerver Coaching voetbalschool.
De doorontwikkelde Coerver Coaching-methode wordt in meer dan 50 landen en door vele nationale voetbalbonden en clubs omarmd, onder andere door de KNVB, AFC Ajax, Feyenoord, PSV, AZ, Roda JC Kerkrade, SL Benfica, Real Madrid, FC Barcelona, Liverpool FC, de jeugdafdeling van Manchester United FC en FC Bayern München. In april 2015 werd door Coervers oude club Roda JC bekendgemaakt dat onder de leiding van zijn oud-protegé en oud Roda JC speler Michel Mommertz de jeugd en beloften teams van de Roda JC Voetbalacademie op de trainingsvelden van Gemeentelijk Sportpark Kaalheide gaan trainen volgens de Coerver-methode. Zo is "de cirkel weer rond".
De begeesterde oud prof en voetbaltrainer uit Kerkrade werd in 2007 benoemd tot ridder in de orde van Oranje-Nassau. Op 24 mei 2008 werd Wiel Coerver door de Coaches Betaald Voetbal (CBV) onderscheiden met de Oeuvreprijs beste trainer/coach. De prijs kreeg hij uitgereikt door zijn collega-oefenmeester Kees Rijvers.
Coerver, die zelden een blad voor zijn mond nam, kampte met hartproblemen. Voor zijn gezondheid had hij het doktersadvies gekregen meer te werken in landen met een warmer klimaat. Hij overleed in april 2011 op 86-jarige leeftijd aan de gevolgen van een longontsteking.

## Carrièrestatistieken
| Seizoen         | Club            | Land            | Competitie        | Competitie | Competitie | Beker | Beker | Internationaal | Internationaal | Overig | Overig | Totaal | Totaal |
| Seizoen         | Club            | Land            | Competitie        | Wed.       | Dlp.       | Wed.  | Dlp.  | Wed.           | Dlp.           | Wed.   | Dlp.   | Wed.   | Dlp.   |
| --------------- | --------------- | --------------- | ----------------- | ---------- | ---------- | ----- | ----- | -------------- | -------------- | ------ | ------ | ------ | ------ |
| 1954/55         | Rapid '54       | Nederland       | NBVB (Afgebroken) | –          | 2          | –     | –     | –              | –              | 0      | 0      | –      | 2      |
| 1954/55         | Rapid JC        | Nederland       | Eerste klasse C   | –          | 0          | –     | –     | –              | –              | 0      | 0      | –      | 0      |
| 1955/56         | Rapid JC        | Nederland       | Hoofdklasse B     | –          | 2          | –     | –     | –              | –              | –      | 1      | –      | 3      |
| 1956/57         | Rapid JC        | Nederland       | Eredivisie        | –          | –          | –     | 0     | 2              | 0              | 0      | 0      | –      | –      |
| 1957/58         | Rapid JC        | Nederland       | Eredivisie        | –          | –          | –     | 0     | –              | –              | 0      | 0      | –      | –      |
| 1958/59         | Rapid JC        | Nederland       | Eredivisie        | –          | –          | –     | 0     | –              | –              | 0      | 0      | –      | –      |
| Carrière totaal | Carrière totaal | Carrière totaal | Carrière totaal   | –          | –          | –     | 0     | 2              | 0              | –      | 1      | –      | –      |

## Enkele citaten van Wiel Coerver
- "Er heerst een schoolmeestersklimaat in Zeist. Kees, jij bent de laatste die er wat aan kan doen." (Kees = Kees Rijvers, bondscoach van het Nederlands elftal, tijdens diens beginperiode in 1981 en 1982)
- "Ik kijk Cor Brom aan, ik kijk Spitz Kohn aan en zeg: "Zijn jullie het nou werkelijk eens met al die onzin, of moet ik weer mijn mond opendoen? In Engeland, Spanje, Italië, heeft niemand een diploma nodig. Iedereen die een vent is, kan daar zo voor een groep staan."" (tijdens een vergadering in Zeist, bij de KNVB)
- "Nou, toen ik slaagde voor mijn trainersdiploma, had ik een 9 voor psychologie, maar ik heb mijn hele leven met alles en iedereen ruzie gehad."
- "Een vakman als Happel is gegarandeerd in één week uitgepraat over voetbal. En zij praten zes jaar."
- "De bossen in Zeist kunnen onder de rapporten bedekt worden, maar niemand durft te zeggen waar het nu werkelijk om gaat: de jeugd moet weer techniek bijgebracht worden."
- "Het publiek heeft graag 25 gulden over voor een speler als Vanenburg (1982)."
- "Ik heb vooral Heynckes als trainer hoog zitten, maar in dat boek van hem heb ik niet één oefening gezien waar een voetballer een betere techniek door krijgt."
- "Voetballen doe je voor 20% met je hoofd, 20% met je benen en 60% met je hart. Dus speel altijd met je hart."

## Coerver-methode
Vanaf 1977 is Wiel Coerver in tal van landen actief geweest om de Coerver-methode uit te dragen. Coervers oefen- en voetballeerboek is sinds de jaren tachtig in diverse talen tientallen malen herdrukt. De verkoop van boek en later ook dvd's voor o.a. jeugdopleidingen wordt wereldwijd geschat op ten minste een miljoen exemplaren.
Wiel Coerver heeft in 1984 zijn naam verbonden aan Coerver Coaching, deze organisatie deelt zijn lessen door middel van cursussen en opleidingen voor trainers en spelers wereldwijd.

## Carrière als speler
- Bleijerheide: 1936–1954
- Rapid JC: 1954–1959

## Carrière als trainer
- SVN: 1959–1965
- Roda JC: 1965–1966
- Sparta: 1966–1969
- N.E.C.: 1970–1973
- Feyenoord: 1973–1975
- Indonesië: 1975–1976
- Go Ahead Eagles: 1976–1977

## Erelijst
Als speler
| Nederlands kampioenschap voetbal | 1x | 1955/56 (laatste editie; werd vervangen door de Eredivisie) |

Als trainer
| UEFA Cup   | 1x | 1973/74 |
| Eredivisie | 1x | 1973/74 |